# World Athletics Continental Tour 2020
Navigation
Édition suivante
Le World Athletics Continental Tour 2020 est la première édition du World Athletics Continental Tour qui est une série de meetings internationaux organisés par World Athletics. La compétition succède au Challenge mondial IAAF. 
Le circuit permet également de faire une place aux quatre disciplines non retenues pour la Ligue de diamant 2020 : le 200 m, le triple saut, le 3000 m steeple et le lancer du disque, ainsi que le lancer du marteau, déjà exclu du circuit principal. 
Plusieurs meeting sont annulés en raison de la pandémie de Covid-19.

## Calendrier 2020
Ces meetings sont répartis en trois catégories : « or », « argent » et « bronze ».

### Label or
| World Athletics Continental Tour 2020 - Label Or. |                                       |                |          |
| Date                                              | Meeting                               | Ville          | Pays     |
| 11 août                                           | Paavo Nurmi Games                     | Turku          | Finlande |
| 19 août                                           | Mémorial István-Gyulai                | Székesfehérvár | Hongrie  |
| 23 août                                           | Golden Grand Prix                     | Tokyo          | Japon    |
| 6 septembre                                       | Mémorial Kamila-Skolimowska           | Chorzów        | Pologne  |
| 8 septembre                                       | Golden Spike Ostrava                  | Ostrava        | Tchéquie |
| 15 septembre                                      | Mémorial Hanžeković                   | Zagreb         | Croatie  |
| 26 septembre                                      | Nairobi Athletics Meeting             | Nairobi        | Kenya    |
| Meeting annulés                                   |                                       |                |          |
|                                                   | 2020 Nanjing Continental Tour Meeting | Nankin         | Chine    |
|                                                   | FBK Games                             | Hengelo        | Pays-Bas |
|                                                   | Racers Adidas Grand Prix              | Kingston       | Jamaïque |

### Label argent
| World Athletics Continental Tour 2020 - Label Argent |                                         |                   |            |
| Date                                                 | Meeting                                 | Ville             | Pays       |
| A déterminer                                         | Mt. SAC Relays                          | Walnut            | États-Unis |
| 25 août                                              | Mémorial Janusz-Kusociński              | Chorzów           | Pologne    |
| 8 septembre                                          | Palio Città della Quercia               | Rovereto          | Italie     |
| 13 septembre                                         | ISTAF Berlin                            | Berlin            | Allemagne  |
| 6 décembre                                           | Grande Premio Brasil Caixa de Atletismo | Bragança Paulista | Brésil     |
| Meeting annulés                                      |                                         |                   |            |
|                                                      | Queensland Track Classic                | Brisbane          | Australie  |
|                                                      | Grenada International Invitational      | Saint-Georges     | Grenade    |
|                                                      | Drake Relays                            | Des Moines        | États-Unis |
|                                                      | Florida Invitational                    | Miramar           | États-Unis |
|                                                      | P-T-S Meeting                           | Šamorín           | Slovaquie  |
|                                                      | Meeting d'athlétisme de Madrid          | Madrid            | Espagne    |
|                                                      | Spitzen Leichtathletik Luzern           | Lucerne           | Suisse     |
|                                                      | Jamaica International Invitational      | Kingston          | Jamaïque   |

### Label bronze
| World Athletics Continental Tour 2020 - Label Bronze |                                                              |                      |                  |
| Date                                                 | Meeting                                                      | Ville                | Pays             |
| 22 février                                           | Sydney Track Classic                                         | Sydney               | Australie        |
| 23 février                                           | Sir Graeme Douglas International                             | Auckland             | Nouvelle-Zélande |
| A déterminer                                         | Michitaka Kinami Memorial Meet                               | Osaka                | Japon            |
| A déterminer                                         | Denka Athletics Challenge Cup 2020                           | Niigata              | Japon            |
| 8 juin                                               | Mémorial Josef-Odložil                                       | Prague               | Tchéquie         |
| 8 juillet                                            | Karlstad GP                                                  | Karlstad             | Suède            |
| A déterminer                                         | Sunset Tour - UCLA                                           | Los Angeles          | États-Unis       |
| 1er août                                             | Kuortane Games                                               | Kuortane             | Finlande         |
| 10 août                                              | Sollentuna GP                                                | Sollentuna           | Suède            |
| 12 août                                              | Meeting de la ville de Padoue                                | Padoue               | Italie           |
| 19 août                                              | Irena Szewinska Memorial                                     | Bydgoszcz            | Pologne          |
| 23 août                                              | Meeting International de la Province de Liège                | Liège                | Belgique         |
| 29 août                                              | Drake Blue Oval Showcase                                     | Des Moines           | États-Unis       |
| 29 août                                              | Göteborg Friidrott GP                                        | Göteborg             | Suède            |
| 3 septembre                                          | Meeting d'athlétisme de Marseille                            | Marseille            | France           |
| 6 septembre                                          | Nacht Van de Atletiek                                        | Heusden              | Belgique         |
| 8 septembre                                          | International Leichtathletik Meeting "Anhalt 2020"           | Dessau-Roßlau        | Allemagne        |
| 15 septembre                                         | Gala dei Castelli                                            | Bellinzone           | Suisse           |
| 16 septembre                                         | Kladno Hazi a Kladenske Memorialy                            | Kladno               | Tchéquie         |
| Meeting annulés                                      |                                                              |                      |                  |
|                                                      | Mémorial Mikio Oda                                           | Hiroshima            | Japon            |
|                                                      | Shizuoka International Meet                                  | Fukuroi              | Japon            |
|                                                      | Meeting Stanislas                                            | Nancy                | France           |
|                                                      | Meeting Int. d'Athletisme Grande Caraibe - Region Guadeloupe | Baie-Mahault         | France           |
|                                                      | Meeting Jaen Paraiso Interior                                | Andújar              | Espagne          |
|                                                      | Trond Mohn Games                                             | Bergen               | Norvège          |
|                                                      | Venizelia                                                    | La Canée             | Grèce            |
|                                                      | Joensuu Games                                                | Joensuu              | Finlande         |
|                                                      | Aliann Pompey Invitational                                   | Georgetown           | Guyana           |
|                                                      | Meeting Iberoamericano                                       | Huelva               | Espagne          |
|                                                      | Athleticagenève - Memorial Georges Caillat                   | Genève               | Suisse           |
|                                                      | XXX Qosanov Memorial                                         | Almaty               | Kazakhstan       |
|                                                      | Copenhagen Athletics Games                                   | Copenhague           | Danemark         |
|                                                      | Meeting de Montreuil                                         | Montreuil            | France           |
|                                                      | Meeting international d'athlétisme de Sotteville-lès-Rouen   | Sotteville-lès-Rouen | France           |
|                                                      | International Pfingstsportfest                               | Rehlingen            | Allemagne        |
|                                                      | Citius Meeting                                               | Berne                | Suisse           |